# فريدريك غروفز (لاعب كرة قدم)
فريدريك غروفز (بالإنجليزية: Frederick Groves)‏ (6 مايو 1892 بلنكولن في المملكة المتحدة - 1 يناير 1980) هو لاعب كرة قدم بريطاني (وحمل سابقاً جنسية المملكة المتحدة لبريطانيا العظمى وأيرلندا) في مركز الهجوم. لعب مع ستوك سيتي وشيفيلد يونايتد وكريستال بالاس ونادي ترانمير روفرز لكرة القدم ونادي ريل وهدرسفيلد تاون ووركشوب تاون ‏ ولينكولن سيتي أف سي وAshfield United F.C. ‏ وPontypridd A.F.C. ‏ وPontypridd United F.C. ‏ وSutton Town A.F.C. ‏.